# Agapetus artesus
Agapetus artesus là một loài Trichoptera trong họ Glossosomatidae. Chúng phân bố ở miền Tân bắc.